# Helena de Meclemburgo-Strelitz
Helena de Meclemburgo-Strelitz (16 de janeiro de 1857 - 28 de agosto de 1936) foi uma filha do duque Jorge Augusto de Meclemburgo-Strelitz e da sua esposa, a grã-duquesa Catarina Mikhailovna da Rússia. Foi a segunda esposa do príncipe Alberto de Saxe-Altemburgo.

## Casamento
Sendo a única filha da grã-duquesa Catarina Mikhailovna (ela própria a herdeira principal do seu pai, o grão-duque Miguel), Helena era muito rica. Pertencia ao ramo russo da família de Meclemburgo-Strelitz e como tal, tinha laços fortes ao país natal da mãe.
A princesa Julia von Hauke queria que Helena se casasse com o seu filho Alexandre, o príncipe reinante da Bulgária, mas ele não mostrou interesse nela. No dia 13 de Dezembro de 1891, casou-se em Remplin com o príncipe Alberto de Saxe-Altemburgo. Alberto era o único filho do príncipe Eduardo de Saxe-Altemburgo e da sua segunda esposa, a princesa Luísa Carolina de Greiz. Alberto tinha sido casado com a princesa Maria da Prússia até à morte desta em 1888. Através do seu casamento, Helena tornou-se madrasta das suas filhas de Alberto, Olga e Maria, no entanto não teve filhos seus.

## Últimos anos
Depois do casamento, Helena e Alberto passaram metade do ano na Rússia, um período durante o qual a sociedade de Berlim sentiu a falta de Alberto. Em 1896, Alberto e vários outros líderes sociais proeminentes deixaram a cidade de Berlim devido à diferença de opiniões que tinham com o kaiser Guilherme II.  A partir daí a família passou a viver na sua propriedade em Schwerin.
Alberto morreu no dia 22 de maio de 1902. Helena ficou a viver na Rússia até os bolcheviques vencerem a Guerra Civil, forçando-a a ela e à família a fugir para o estrangeiro em 1919. Depois disso passou a viver no Schloss Remplin em Meclemburgo com o seu sobrinho Jorge, duque de Meclemburgo, e a sua família. Foi lá que Helena morreu no dia 28 de agosto de 1936.